# A História da Minha Máquina de Escrever
A História da Minha Máquina de Escrever (The Story of My Typewriter no original),é um livro de 2002, de Paul Auster, principalmente com fotos do pintor Sam Messer. É sobre a velha máquina de escrever do autor Olympia. Auster comprou a máquina de escrever em 1972 de um velho colega de faculdade que a possuíra desde 1962. Alegadamente, tudo o que Auster escreveu desde que foi digitado nela.
O livro foi publicado em Portugal em 2006 pela Edições Asa.